# 藤澤勇希
藤澤勇希，日本漫畫家。代表作是《BM究極生物》。

## 簡歷
1988年，於小學館新人漫畫大賞的少年漫畫分類中，以獲得佳作的成績。
在從事漫畫家的工作外，也有參與劇團的活動，負責替劇團撰寫全部劇本和出演戲劇。

## 作品
- 演神、全1冊、原名
- 原名
- 球鬼 Z、全2冊、原名
- BM 究極生物、全12冊、原名
- UK 尋寶天兵、全4冊、原名
- ELEL 病毒入侵、全2冊、原名
- 逃出地下鐵、全2冊、原名
- 紅眼殺機、全3冊、原名
- 獵殺瓦達漢加～夜神刀島蛇神傳～、全3冊、原名